# さなえちゃん
『さなえちゃん』は、いがらしゆみこによる日本の漫画作品。
『なかよし』（講談社）にて1975年2月号に連載された。

## 書誌情報
- さなえちゃん、初版発行日 1976年6月5日